# داريل ساندرز
داريل ساندرز (بالإنجليزية: Daryl Sanders)‏ هو لاعب كرة قدم أمريكية أمريكي، ولد في 24 أبريل 1941 في كانتون في الولايات المتحدة.

## وصلات خارجية
- داريل ساندرز على موقع مرجع كرة القدم المحترفة.كوم (الإنجليزية)